# Nagy Mariann (labdarúgó)
Nagy Mariann (Zebegény, 1972. április 28. –) válogatott labdarúgó, hátvéd.

## Pályafutása

### Klubcsapatban
Kétszeres magyar bajnok a László Kórház csapatával, egyszeres a Femina együttesével.

### A válogatottban
1990-ben egy alkalommal szerepelt a válogatottban.

## Sikerei, díjai
- Magyar bajnokság
  - bajnok: 1988–89, 1993–94, 1995–96, 1996–97
  - 2.: 1991–92, 1992–93
  - 3.: 1989–90, 1990–91

## Statisztika

### Mérkőzése a válogatottban
| Magyarország | Magyarország     | Magyarország         | Magyarország | Magyarország | Magyarország | Magyarország | Magyarország | Magyarország |
| #            | Dátum            | Helyszín             | Hazai        | Eredmény     | Vendég       | Kiírás       | Gólok        | Esemény      |
| ------------ | ---------------- | -------------------- | ------------ | ------------ | ------------ | ------------ | ------------ | ------------ |
| 1.           | 1993. április 9. | Budapest, REAC pálya | Magyarország | 0 – 2        | Olaszország  | barátságos   | -            | 75'          |
|              | Összesen         |                      |              | 1            | mérkőzés     |              | 0            | gól          |